# Уязвимост (компютри)
Уязвимост в компютърната сигурност е слабост, която позволява на хакер или атакуващ да пробие информационната защита. Уязвимостта зависи от три елемента: податливост или недостатък на системата, достъп на атакуващия до недостатъка и способност на нападателя да го използва. За да се възползва от уязвимостта, атакуващият трябва да разполага поне с един инструмент, приложим към недостатъка на системата.

## В България
Според българското законодателство „Уязвимост на автоматизирана информационна система (АИС) или мрежа е слабост в системата от мерки за сигурност или в контрола за тяхното изпълнение, които могат да доведат до компрометиране или да улеснят компрометирането на сигурността на АИС или мрежата. Уязвимостта може да бъде пропуск или да се дължи на недостатъчно ефективен надзор, недобра комплектуваност и устойчивост на работата на АИС или мрежата или на неефективна физическа защита. Уязвимостта може да бъде от техническо, програмно, технологично или процедурно естество“.
Националният център за действие при инциденти в информационната сигурност поддържа уведомителна услуга за новооткрити уязвимости, оценка на влиянието им както и начини за предпазване от тях